# Evdokimov (cráter)
Evdokimov es un cráter de impacto situado en la cara oculta de la Luna, al este del cráter Evershed y al oeste-suroeste de Gadomski.
|  |

Se trata de un elemento desgastado y erosionado, con un borde exterior poco definido que es poco más que una ligera cresta en la superficie. El brocal está algo mejor conservado a lo largo de los lados occidental y oriental. Un pequeño cráter con un albedo relativamente alto se está situado en la pared interna hacia el noreste, y está rodeado por una pequeña falda de material eyectado brillante. El piso interior prácticamente carece de rasgos distintivos, con tan solo unas pequeñas marcas de los bordes poco definidos de los cráteres inscritos en su superficie.

## Cráteres satélite
Por convención estos elementos son identificados en los mapas lunares poniendo la letra en el lado del punto medio del cráter que está más cerca de Evdokimov.
|           | \| Evdokimov \| Coordenadas \| Diámetro \| \| --------- \| ------------------------------- \| -------- \| \| G \| 33°54′N 150°30′O / 33.9, -150.5 \| 48 km \| \| N \| 31°42′N 153°42′O / 31.7, -153.7 \| 27 km \| |          |
| Evdokimov | Coordenadas | Diámetro |
| G         | 33°54′N 150°30′O / 33.9, -150.5 | 48 km    |
| N         | 31°42′N 153°42′O / 31.7, -153.7 | 27 km    |